# U-990
Unterseeboot 990 foi um submarino alemão do Tipo VIIC, pertencente a Kriegsmarine que atuou durante a Segunda Guerra Mundial.

## Comandantes
| Comandante               | Data                                     |
| ------------------------ | ---------------------------------------- |
| Kptlt. Hubert Nordheimer | 28 de julho de 1943 - 25 de maio de 1944 |

## Subordinação
Durante o seu tempo de serviço, esteve subordinado às seguintes flotilhas:
| Período                                      | Flotilha                                   |
| -------------------------------------------- | ------------------------------------------ |
| 28 de julho de 1943 - 31 de dezembro de 1943 | 5. Unterseebootsflottille (treinamento)    |
| 1 de janeiro de 1944 - 25 de maio de 1944    | 11. Unterseebootsflottille (serviço ativo) |

## Operações conjuntas de ataque
O U-990 participou das seguinte operações de ataque combinado durante a sua carreira:
- Rudeltaktik Werwolf (28 de janeiro de 1944 - 27 de fevereiro de 1944)
- Rudeltaktik Orkan (5 de março de 1944 - 10 de março de 1944)
- Rudeltaktik Hammer (10 de março de 1944 - 26 de março de 1944)
- Rudeltaktik Blitz (2 de abril de 1944 - 4 de abril de 1944)